# Rhopalomyia antennariae
Rhopalomyia antennariae är en tvåvingeart som först beskrevs av Wheeler 1889.  Rhopalomyia antennariae ingår i släktet Rhopalomyia och familjen gallmyggor. Inga underarter finns listade i Catalogue of Life.